# 노란목들쥐
노란목들쥐(학명: Apodemus flavicollis)는 붉은쥐의 일종이다. 근연종 북숲쥐와 오랫동안 혼동을 일으켰다. 1894년에 겨우 별도의 종으로 인식되었다. 목 둘레에 노란 털의 줄무늬가 있으며, 귀가 약간 크고 몸도 전체적으로 약간 크다. 몸길이가 약 100mm이고, 나무 위에 오를 수 있고 집에서 겨울을 나기도 한다. 유럽 남부의 산악 지대에서 주로 발견되지만, 북쪽으로 스칸디나비아와 영국 일부 지역까지 분포한다. 사람에게 진드기매개뇌염의 확산을 촉진시키며, 유행성 출혈열을 일으키는 데 책임이 있는 한타바이러스의 일종인 도브라바 바이러스의 자연 숙주의 역할을 한다.